# Nhóm ngôn ngữ Tamil-Kannada
Nhóm ngôn ngữ Tamil-Kannada là một nhánh bên trong (Zvelebil 1990: 56) thuộc phân nhóm Nam Dravida I (SDr I) của ngữ hệ Dravidia bao gồm tiếng Tamil, tiếng Kannada và tiếng Malayalam. (Có một số khác biệt nhỏ trong cách phân loại các ngôn ngữ Dravida bởi các nhà ngôn ngữ học Dravida khác nhau: Xem Subrahmanyam 1983, Zvelebil 1990, Krishnamurthi 2003). Bản thân Tamil-Kannada được cho là một nhánh của phân nhóm Dravida Nam I và lần lượt phân nhánh thành Tamil-Kodagu và Kannada-Badaga. Các ngôn ngữ cấu thành nhánh Tamil-Kannada là tiếng Tamil, tiếng Kannada, tiếng Malayalam, tiếng Irula, tiếng Toda, tiếng Kota, tiếng Kodava và tiếng Badaga. (Zvelebil 1990: 56)
Theo RC Hiremath, Giám đốc Trường Quốc tế về Ngôn ngữ học Dravida ở Trivandrum, việc phân tách tiếng Tamil và Kannada thành các ngôn ngữ độc lập từ nhánh bên trong của Tamil-Kannada bắt đầu bằng việc tách tiếng Tulu vào khoảng 1500 TCN và hoàn thành vào khoảng 300 TCN.
Tiếng Kannada, tiếng Tamil và tiếng Malayalam được công nhận trong số các ngôn ngữ chính thức của Ấn Độ và được sử dụng chủ yếu ở Nam Ấn Độ. Cả ba đều được Chính phủ Ấn Độ chính thức công nhận là ngôn ngữ cổ điển, cùng với tiếng Phạn, tiếng Telugu và tiếng Oriya.